# 帕夫洛維奇 (奧夫魯奇區)
51°20′12″N 28°38′44″E / 51.33667°N 28.64556°E
帕夫洛維奇（烏克蘭語：Павловичі），是烏克蘭北部的村莊，隸屬日托米爾州的科羅斯滕區。該村始建於1863年，面積0.05平方公里，海拔高度220米，2001年人口147，人口密度每平方公里2,722.22人。